# Rhagada harti
Rhagada harti é uma espécie de gastrópode da família Camaenidae.
É endémica da Austrália.